# Aicha trembler
Pour les articles homonymes, voir Aïcha (homonymie).
Aicha trembler est un phénomène culturel et musical du Burkina Faso qui est devenu célèbre sur les réseaux sociaux en juillet 2023. Il s'agit d'une danse traditionnelle du Burkina , mise en avant par DJ Domi sur TikTok ,  un disc jockey burkinabé. La danse est un mouvement rapide et répétitif des épaules, réalisés par une jeune femme nommée Aïcha.

## Origine et concept
Le concept de cette danse, connue sous le nom de  «Aicha trembler», naît lors d'un bal animé d’un disc jockey appelé DJ Domi Leosgo dans le village de Sin, à plus de 200 km de Ouagadougou, dans la province de Balé. Au cours de cette soirée, une jeune femme de la région, la nommée Aicha fait revivre une danse traditionnelle locale. Accompagnée de ses amis orpaillleurs, Adama et Yacouba, la nommée Aicha devient célèbre pour sa danse de l'épaule, synchronisée avec le beatbox de DJ Domi.
C’est cette soirée, filmée et diffusée sur TikTok qui fait connaître Aicha et DJ Domi du grand public. Le terme «Aicha Trembler» est né de cette vidéo virale dans laquelle une jeune femme, vêtue d'une jupe bleue et d'un haut jaune exécute des mouvements de danse avec ses épaules sur le rythme de DJ Domi,. Bien que la vidéo soit publiée à l'origine en février 2023, elle n'est devenue populaire qu'en juillet, après que l'animateur Willy Dumbo l'est fait passée à son émission Willy à midi en juillet 2023

## Impact
En quelques semaines, cette danse est devenue une sensation sur les réseaux sociaux, déclenchant une série de challenges et de blagues faisant le tour du monde. Cette danse a non seulement attiré l'attention des internautes africains, mais elle influence également les tendances vestimentaires, avec les couleurs jaune et bleu devenant soudainement populaires. Le buzz entourant Aïcha trembler lui ouvre les portes de multiples opportunités. Des personnalités publiques telles que Willy Dumbo, présentateur télé sur Life TV en Côte d'Ivoire, invite Aïcha sur son plateau. Le phénomène dépasse les frontières du Burkina Faso, suscitant un intérêt massif dans des pays tels que la Côte d'Ivoire, le Tchad, le Mali, le Niger et même en France à la « Nuit de l’Excellence Africaine »,. Les médias et les industries du divertissement s’emparent du concept, offrant à Aicha et à DJ Domi de nombreuses opportunités professionnelles. Aujourd’hui, Aicha trembler et DJ Domi totalise plus d’une centaine de spectacles.

## Records
Le clip, sorti officiellement le 11 août 2023, cumule plus de 2 millions de vues en 8 jours sur la plateforme de streaming YouTube. Un record considéré comme inédit au Burkina Faso,. Huit mois après sa sortie, le 18 avril 2024, le clip totalise plus de 16 millions de vues sur la plateforme américaine.

## Identité des acteurs

### La danseuse (Aicha trembler)
Agée de 18 ans, ménagère et cultivatrice, Aïcha n’est pas son véritable nom. Originaire de la province de Balé, préfecture de Bagassi, Aicha trembler est Bonou N’donkié à l’état civil, d’ethnie Bwamu (langue nationale au Burkina). Elle naît et grandit dans le village de Vy, situé dans le département de Boromo. Elle danse depuis la petite enfance,.

### Le concepteur (Dj Domi)
Dj Domi Leosgo est un disc-jockey burkinabé qui organise des soirées et des événements festifs dans les villages du Burkina Faso. Sa particularité consiste à créer des compositions rythmiques procurant du divertissement aux participants. C’est sa vidéo qui devient virale et attire l'attention de plusieurs acteurs de l'industrie du divertissement. Parmi eux, l'artiste Imilo le Chanceux, qui manifeste son intention de le soutenir. Ainsi, Dj Domi est invité à enregistrer en studio une chanson officielle intitulée «Aicha Trembler» en prévision de la participation des principaux acteurs à la vidéo. Il a plus de 15 ans d'expérience en tant que DJ.

## Soutien et promesses
Le succès d'Aïcha trembler est accompagné d'un flot de dons, de promesses et de soutiens de la part d'artistes, d'entreprises et de personnalités influentes. Des marques de vêtements, cosmétiques et téléphones offrent des cadeaux tandis que des personnalités comme le pasteur et influenceur ivoirien Camille Makosso promet des contributions financières substantielles,.

## Distinction
| Année | Cérémonie                                   | Catégorie                                      | Résultat | Réf.   |
| ----- | ------------------------------------------- | ---------------------------------------------- | -------- | ------ |
| 2024  | Les 12 personnalités culturelles de l'année | Meilleure clip musical                         | Lauréat  | [ 22 ] |
| 2024  | Les 12 personnalités culturelles de l'année | Meilleur tube de l'année                       | Lauréat  | [ 22 ] |
| 2024  | Les 12 personnalités culturelles de l'année | Prix Telecel du public                         | Lauréat  | [ 22 ] |
| 2024  | Kunde                                       | Kundé de l’artiste le plus joué en discothèque | Lauréat  | ,      |
| 2024  | Kunde                                       | Kundé de la révélation                         | Lauréat  | ,      |

- Aïcha Trembler. Ambassadrice de l'UNICEF pour l'éducation au Burkina Faso[26].

## Critiques et débats
La danse d'Aicha trembler, bien qu'elle jouisse d'une certaine popularité, fait également l'objet de critiques. Ousmane Djiguemdé, un homme de culture, exprime sa frustration face à l'absence de défense publique contre les opinions dénigrantes. Djiguemdé conteste l'étiquette de « promotrice de la médiocrité » attachée à Aïcha trembler et affirme que ceux qui la critiquent ignorent les responsabilités dans la construction de la mémoire culturelle africaine. Il évoque la vision de l'Union africaine sur le rôle de l'État dans la culture, mettant en avant la promotion de la liberté d'expression et de la démocratie culturelle comme éléments essentiels de la démocratie sociale et politique.
Doundosy, lauréat d'un Kundé de la musique moderne d’inspiration traditionnelle, suscite la controverse en soutenant Aïcha trembler. Il affirme que son soutien vise à protéger l'authenticité culturelle et à soutenir les talents locaux. En réponse à ceux qui dénoncent la médiocrité d'Aicha, l'artiste menace de poursuites judiciaires ceux qui remettent en cause ses prestations.
Certaines critiques remettent en question les qualités artistiques de sa performance, la jugeant médiocre et éloignée des valeurs traditionnelles. Cependant, des analyses indiquent que sa danse, bien que modernisée, est enracinée dans la tradition culturelle du Burkina Faso et reflète un lien avec les valeurs culturelles africaines. Selon Constant Minangoy (via Opera News), le succès d'Aïcha trembler sur les médias sociaux soulève des questions sur l'évolution de la réussite artistique et de la réception culturelle au fil du temps.